# Diorama (album)
diorama – debiutancki album studyjny japońskiego piosenkarza Kenshiego Yonezu, wydany w Japonii 16 maja 2012 roku przez Balloom. Osiągnął 6 pozycję w rankingu Oricon i pozostał na liście przez 64 tygodnie. Album był jednym ze zwycięzców 5th CD Shop Awards, nagrody przyznawanej przez personel sklepów muzycznych. Album sprzedał się łącznie w nakładzie 110 589 egzemplarzy
5 lipca 2017 roku album został wydany ponownie przez Indies Maker, osiągnął 41 pozycję w rankingu Oricon i pozostał na liście przez 160 tygodni.

## Pisanie i produkcja
Wszystkie piosenki z albumu zostały wykonane, napisane, wyprodukowane, zaaranżowane i zmiksowane przez samego Yonezu. Zaczął planować wydanie płyty w 2010 roku, a jej ukończenie zajęło półtora roku. Yonezu nie współpracował z innymi muzykami przy tym albumie, gdyż jak stwierdził jest osobą, która „nie potrafi dobrze komunikować się z innymi”. Album jest albumem koncepcyjnym o wyimaginowanym mieście zbudowanym na sumie. Wszystkie piosenki są historiami, które zdarzają się w owym mieście. Pomysł posiadania miniaturowego miasteczka był jednym jego z pierwszych, a następnie stworzył postacie i historie ludzi zamieszkujących miasto, Artysta uważa tekst piosenki „vivi” za najbliższy jego własnym uczuciom. Piosenka „Machi” była pierwotnie zatytułowana „Furu asa” (jap. 降る朝), a słowa zostały umieszczone na poście na blogu przez piosenkarza 16 marca 2011 roku.
Yonezu jest też autorem ilustracji do broszury płyty, w tym także okładki. Narysował suma w stylu, w jakim były rysowane w okresie Edo w Japonii. Był także ilustratorem filmów do piosenek „Go Go yūreisen” i „vivi”, które zostały przesłane do Nico Nico Douga i YouTube, aby promować album. Ilustracje do album zostały zainspirowane sztuką Edwarda Goreya i pozostały czarno-białe.

## Lista utworów
| CD  | CD                                                   | CD      |
| Nr  | Tytuł utworu                                         | Długość |
| --- | ---------------------------------------------------- | ------- |
| 1.  | „Machi” (jap. 街)                                    | 5:40    |
| 2.  | „Go Go yūreisen” (jap. ゴーゴー幽霊船)               | 3:49    |
| 3.  | „Dagashiya shōbai” (jap. 駄菓子屋商売)               | 4:34    |
| 4.  | „caribou”                                            | 4:15    |
| 5.  | „Amefuri fujin” (jap. あめふり婦人)                  | 2:59    |
| 6.  | „Disco Balloon” (jap. ディスコバルーン Disuko Barūn) | 4:23    |
| 7.  | „vivi”                                               | 4:30    |
| 8.  | „Toy Patriot” (jap. トイパトリオット Toi Patoriotto) | 4:13    |
| 9.  | „Koi to byōnetsu” (jap. 恋と病熱)                    | 4:22    |
| 10. | „Black Sheep”                                        | 5:09    |
| 11. | „Hikarabita Bus hitotsu” (jap. 乾涸びたバスひとつ)   | 5:08    |
| 12. | „Kubi nashi kankodori” (jap. 首なし閑古鳥)           | 4:23    |
| 13. | „Shinzō hōei” (jap. 心像放映)                        | 4:04    |
| 14. | „Shōhon” (jap. 抄本)                                 | 4:04    |

| DVD | DVD                                             | DVD     |
| Nr  | Tytuł utworu                                    | Długość |
| --- | ----------------------------------------------- | ------- |
| 1.  | „Koi to byōnetsu” (jap. 恋と病熱) (Music Video) | 4:25    |

## Notowania
| Lista                                              | Pozycja |
| -------------------------------------------------- | ------- |
| Oricon Weekly Album Chart                          | 6       |
| Billboard Japan Top Independent Albums and Singles | 1       |